# Усадовский сельский округ
Уса́довский се́льский о́круг — упразднённая административно-территориальная единица, существовавшая на территории Сасовского района Рязанской области до 2004 г.
Административный центр — село Усады.

## История
Законом Рязанской области от 07.10.2004 № 96-ОЗ на территории двух сельских округов — Усадовского и Агломазовского — было образовано одно муниципальное образование — Агломазовское сельское поселение. Административный центр Усады утратил свои полномочия. Управление было перенесено в село Агломазово.

## Административное устройство
В состав Усадовского сельского округа входили 4 населённых пункта:
1. с. Усады — административный центр
2. д. Лотказино
3. с. Раково
4. д. Усеиново.